# 鄂济氏
鄂济氏为满族姓氏，早期主要世居叶赫、松花江、黑龙江、乌喇、哈达等地，于后金崛起之际相继归附。清朝时期的著名人物有尚书鄂弥达、侍郎岳起等。民国以后，鄂济氏主要以鄂、敖、陈、黄为汉姓。
蒙古八旗、达斡尔族也有此姓。

## 清代世家名宦
正红旗通阿图世居叶赫，早年同其兄岱音固理归附清太祖努尔哈赤，通阿图从征科尔沁，随清军入塞至大同，攻徳胜堡第二登城，赐巴图鲁号，授骑都尉，三遇恩诏加至二等轻车都尉。其孙黑色、曾孙达色、巴格、常格等先后袭职。通阿图元孙商阿图任三等护卫。岱音固理之子巴颜喀喇官至内务府总管。
正红旗珠尔库世居松花江，其曾孙雅尔布任佐领、劳色任步军校；元孙遂和托任三等护卫；四世孙遂荪任护军校，从征四川于秦州阵亡，优赠骑都尉世职。其子岱衮、亲侄常保住、旒格等先后承袭。珠尔库之孙孟魁改隶镶红旗，任副都统，其子希清、曾孙希常阿授云骑尉。
正白旗尚嘉图世居黑龙江，其孙雅巴尔岱任委署参领，从征两广、云南屡立战功，功优授骑都尉世职，其子安泰、孙石柱等相继承袭。
正蓝旗台朔库世居乌喇，其元孙萨穆哈图任骁骑校，从征贵州凯旋后正逢郑成功兵临南京，与之作战夺船一只，叙功授云骑尉。因无嗣，其亲弟穆臣袭职，从征陕西立功赠一云骑尉，其孙悟哲、曾孙穆克登等先后袭职。
正白旗吴岱世居哈达，曾孙哲尔恳官至兵部尚书、额赫礼任盛京刑部侍郎。
正白旗奇塔巴颜世居乌喇，其孙富魁任佐领；四世孙鄂弥达历任宁古塔将军、两广总督、刑部尚书等职。
镶白旗岳起历任奉天府尹、山东布政使、江苏巡抚、署两江总督、礼部侍郎等职，为官清廉，有“岳青天”之称。

## 近现代名人
台湾新闻主播敖国珠为鄂济氏，是中华民国满族协会成员。